# Ezechiel Staniewicz
Ezechiel Staniewicz (ur. ok. 1796, zm. 3 listopada 1855 w Brukseli) – marszałek szlachty powiatu rosieńskiego w latach 1826–1830, naczelnik powiatu rosieńskiego w powstaniu listopadowym.
Był jednym z najbogatszych obywateli powiatu rosieńskiego. 10 kwietnia 1831 na czele swojego oddziału powstańczego zdobył Rosienie. Po wkroczeniu na Żmudź regularnych formacji Wojska Polskiego, przyłączył się do 19 Pułku Piechoty gen. Józefa Szymanowskiego. 15 września odznaczony Złotym Krzyżem Orderu Virtuti Militari. W listopadzie 1831 przekroczył granicę Królestwa Prus. Udał się na emigrację do Francji. Był członkiem Towarzystwa Litewskiego i Ziem Ruskich w Paryżu w 1832 roku. 28 sierpnia 1832 wybrany do Komitetu Narodowego Polski i Ziem Zabranych. Od jesieni 1833 zamieszkał w Nancy, w 1844 przeniósł się do Brukseli.